# Liste der Baudenkmale in Hardegsen
In der Liste der Baudenkmale in Hardegsen sind alle Baudenkmale der niedersächsischen Stadt Hardegsen im Landkreis Northeim aufgelistet. Der Stand der Liste ist das Jahr 1997.

## Allgemein
Hardegsen wurde das erste Mal im Jahr 1020 schriftlich erwähnt.
In den Spalten befinden sich folgende Informationen:
- Lage: die Adresse des Baudenkmales und die geographischen Koordinaten. Kartenansicht, um Koordinaten zu setzen. In der Kartenansicht sind Baudenkmale ohne Koordinaten mit einem roten Marker dargestellt und können in der Karte gesetzt werden. Baudenkmale ohne Bild sind mit einem blauen Marker gekennzeichnet, Baudenkmale mit Bild mit einem grünen Marker.
- Bezeichnung: Bezeichnung des Baudenkmales
- Beschreibung: die Beschreibung des Baudenkmales. Unter § 3 Abs. 2 NDSchG werden Einzeldenkmale und unter § 3 Abs. 3 NDSchG Gruppen baulicher Anlagen und deren Bestandteile ausgewiesen.
- ID: die Objekt-ID des Baudenkmales
- Bild: ein Bild des Baudenkmales, ggf. zusätzlich mit einem Link zu weiteren Fotos des Baudenkmals im Medienarchiv Wikimedia Commons. Wenn man auf das Kamerasymbol klickt, können Fotos zu Baudenkmalen aus dieser Liste hochgeladen werden:

## Asche

### Einzelbaudenkmale
| Lage                                          | Bezeichnung              | Beschreibung                                                        | ID       | Bild |
| --------------------------------------------- | ------------------------ | ------------------------------------------------------------------- | -------- | ---- |
| Zur Taubenbreite 2 51° 36′ 55″ N, 9° 49′ 4″ O | Wohn-/Wirtschaftsgebäude | Das Gebäude wurde in der ersten Hälfte des 19. Jahrhunderts erbaut. | 33681192 |      |

## Ellierode

### Gruppe: Hofanlage Bachstraße 1
Die Gruppe „Hofanlage Bachstraße 1“ hat die ID 33539519.

| Lage                                     | Bezeichnung | Beschreibung | ID       | Bild |
| ---------------------------------------- | ----------- | ------------ | -------- | ---- |
| Bachstraße 1 51° 37′ 57″ N, 9° 48′ 11″ O | Wohnhaus    |              | 33681267 |      |
| Bachstraße 1 51° 37′ 57″ N, 9° 48′ 9″ O  | Scheune     |              | 33681227 |      |
| Bachstraße 1 51° 37′ 57″ N, 9° 48′ 12″ O | Scheune     |              | 33681249 |      |

### Einzelbaudenkmale
| Lage                                    | Bezeichnung                   | Beschreibung | ID       | Bild |
| --------------------------------------- | ----------------------------- | --- | -------- | ---- |
| Pfarrstraße 51° 37′ 54″ N, 9° 48′ 19″ O | Pfarrkirche                   | Kirche St. Johannes Ellierode | 33681309 |      |
| 51° 37′ 33″ N, 9° 45′ 26″ O             | Hungerland-Denkmal im Solling | Das Denkmal erinnert an den Förster Hungerland, der am Karfreitag den 17. April 1835 von Wilderern hier erschossen wurde. Die Inschrift lautet: „Förster Hungerland Charfreitag 1835“. | 33681289 |      |

## Ertinghausen

### Gruppe: Ehemalige Försterei Am Gretchenbach 3
Die Gruppe „Ehemalige Försterei Am Gretchenbach 3“ hat die ID 33539532.

| Lage                                          | Bezeichnung | Beschreibung         | ID       | Bild |
| --------------------------------------------- | ----------- | -------------------- | -------- | ---- |
| Am Gretchenbach 3 51° 39′ 50″ N, 9° 47′ 20″ O | Wohnhaus    | Ehemaliges Forsthaus | 33681477 |      |
| Am Gretchenbach 3 51° 39′ 49″ N, 9° 47′ 19″ O | Scheune     |                      | 33681456 |      |
| Am Gretchenbach 3 51° 39′ 49″ N, 9° 47′ 20″ O | Backhaus    |                      | 33681496 |      |

### Einzelbaudenkmale
| Lage                        | Bezeichnung     | Beschreibung | ID       | Bild |
| --------------------------- | --------------- | --- | -------- | ---- |
| 51° 39′ 43″ N, 9° 46′ 12″ O | Eisenbahntunnel | Der Ertinghäuser Tunnel an der DB-Strecke 2975 wird auch Bolltert-Tunnel oder Bollert-Tunnel genannt. Er befindet sich an der Strecke Bahnstrecke Uslar-Northeim Kilometer 46 und hat eine Länge von 960 Meter. Baubeginn war der 11. November 1873, eröffnet wurde die Strecke am 15. Januar 1878. | 33681401 | BW   |

## Espol

### Einzelbaudenkmal
| Lage                                         | Bezeichnung              | Beschreibung | ID       | Bild |
| -------------------------------------------- | ------------------------ | --- | -------- | ---- |
| Brinkstraße 11 51° 42′ 3″ N, 9° 47′ 1″ O     | Wohn-/Wirtschaftsgebäude | | 33681596 | BW   |
| Kespernstraße 4 51° 42′ 0″ N, 9° 47′ 2″ O    | Kapelle                  | Die 1811 errichtete Kapelle bildet mit der zweigeschossigen Schule und einer 1882 erfolgten ebenfalls zweigeschossigen Erweiterung einen einfachen Baukörper in Fachwerkbauweise mit Dachreiter. | 33681616 |      |
| Kespernstraße 4 51° 42′ 0″ N, 9° 47′ 3″ O    | Wohnhaus                 | | 33683446 | BW   |
| Kespernstraße 30 51° 41′ 57″ N, 9° 46′ 36″ O | Wohn-/Wirtschaftsgebäude | | 33681652 | BW   |
| Kespernstraße 38 51° 41′ 55″ N, 9° 46′ 31″ O | Wohn-/Wirtschaftsgebäude | | 3681704  | BW   |

## Gladebeck

### Gruppe: Ehem. Gut Gladebeck
Die Gruppe „Ehem. Gut Gladebeck“ hat die ID 33539545.

| Lage                                      | Bezeichnung       | Beschreibung | ID       | Bild |
| ----------------------------------------- | ----------------- | --- | -------- | ---- |
| Am Thie 3 51° 37′ 9″ N, 9° 51′ 9″ O       | Pfarrhaus         | Im Jahre 1840 erbaut als Herrenhaus des Gutshofes, nach Auflösung des Guts wird es seit 1861 als Pfarrhaus genutzt. | 33680586 |      |
| Am Thie 3 51° 37′ 8″ N, 9° 51′ 11″ O      | Scheune           | | 33680628 |      |
| Am Thie 3 51° 37′ 8″ N, 9° 51′ 11″ O      | Backhaus          | | 33680646 |      |
| Am Thie 3 51° 37′ 7″ N, 9° 51′ 11″ O      | Wallanlage (Rest) | Wahrscheinlich stand hier schon 1318 eine Wasserburg. Im Jahre 1447 wurde die Burg das erste Mal erwähnt. Im Dreißigjährigen Krieg wurde die Burg zerstört. Heute befindet sich das Herrenhaus, Auf der Burg, an der Stelle der Burg. Von dem ehemaligen Wall ist auf dem Grundstück noch ein Rest vorhanden. | 33680664 |      |
| Auf der Burg 3 51° 37′ 7″ N, 9° 51′ 11″ O | Backhaus          | | 33680747 |      |
| Auf der Burg 3 51° 37′ 6″ N, 9° 51′ 11″ O | Mühle             | Erbaut um 1700 als Mühle am Ort der ehemals zum Burgvorwerk gehörenden herrschaftlichen Mühle. Zweigeschossiger Fachwerkbau mit Vorkragung | 33680705 |      |
| Auf der Burg 3 51° 37′ 6″ N, 9° 51′ 9″ O  | Stall             | | 33680729 |      |
| Am Thie 3 51° 37′ 9″ N, 9° 51′ 9″ O       | Einfriedung       | | 33683546 |      |
| Am Thie 3 51° 37′ 9″ N, 9° 51′ 8″ O       | Tor               | | 33680609 |      |
| Am Thie 51° 37′ 9″ N, 9° 51′ 7″ O         | Kriegerdenkmal    | | 33680551 |      |

### Gruppe: Steintor 5
Die Gruppe „Steintor 5“ hat die ID 33539545.

| Lage                                   | Bezeichnung              | Beschreibung | ID       | Bild |
| -------------------------------------- | ------------------------ | ------------ | -------- | ---- |
| Steintor 5 51° 37′ 10″ N, 9° 51′ 12″ O | Wohn-/Wirtschaftsgebäude |              | 33681026 |      |
| Steintor 5 51° 37′ 10″ N, 9° 51′ 12″ O | Scheune/Stall            |              | 33681048 |      |

### Gruppe: Hauptstraße 23, 25
Die Gruppe „Hauptstraße 23, 25“ hat die ID 33539545.

| Lage                                      | Bezeichnung | Beschreibung | ID       | Bild |
| ----------------------------------------- | ----------- | ------------ | -------- | ---- |
| Hauptstraße 23 51° 37′ 13″ N, 9° 51′ 2″ O | Wohnhaus    |              | 33680885 |      |
| Hauptstraße 25 51° 37′ 12″ N, 9° 51′ 2″ O | Scheune     |              | 33680903 | BW   |

### Einzelbaudenkmale
| Lage                                        | Bezeichnung              | Beschreibung | ID       | Bild |
| ------------------------------------------- | ------------------------ | --- | -------- | ---- |
| Brandesstraße 7 51° 37′ 11″ N, 9° 50′ 57″ O | Wohnhaus                 | | 33680797 |      |
| Eichstraße 2 51° 37′ 15″ N, 9° 51′ 2″ O     | Wohn-/Wirtschaftsgebäude | | 33680817 |      |
| Kirchgasse 3 51° 37′ 12″ N, 9° 51′ 6″ O     | Pfarrkirche              | Ev.-luth. Pfarrkirche St. Nikolai Gladebeck mit mittelalterlichem Westbau und Turm, umfassende Umbauten Anfang des 17. Jahrhunderts und 1734 | 33680973 |      |

## Hardegsen

### Gruppe: Stadtbefestigung Hardegsen
| Lage                                       | Bezeichnung | Beschreibung | ID       | Bild |
| ------------------------------------------ | ----------- | ------------ | -------- | ---- |
| Am Hagen 51° 39′ 7″ N, 9° 49′ 43″ O        | Wartturm    |              | 33683666 |      |
| Am Hagen 51° 39′ 7″ N, 9° 49′ 42″ O        | Stadtmauer  |              | 33683645 | BW   |
| Stubenstraße 22 51° 39′ 7″ N, 9° 49′ 45″ O | Stadtmauer  |              | 33686981 | BW   |

### Gruppe: Stadtmauer Lange Straße 2
Die Gruppe „Stadtmauer Lange Straße 2“ hat die ID 33539795.

| Lage                                      | Bezeichnung | Beschreibung | ID       | Bild |
| ----------------------------------------- | ----------- | ------------ | -------- | ---- |
| Lange Straße 2 51° 39′ 5″ N, 9° 49′ 49″ O | Stadtmauer  |              | 33685680 | BW   |

### Gruppe: Stadtbefestigung Hinterstr. 10, 12
Die Gruppe „Stadtbefestigung Hinterstr. 10, 12“ hat die ID 33539782.

| Lage                                        | Bezeichnung | Beschreibung | ID       | Bild |
| ------------------------------------------- | ----------- | ------------ | -------- | ---- |
| Hinterstraße 51° 38′ 59″ N, 9° 49′ 46″ O    | Stadtmauer  |              | 33684999 | BW   |
| Hinterstraße 12 51° 38′ 58″ N, 9° 49′ 40″ O | Wartturm    |              | 33685225 |      |
| Hinterstraße 12 51° 38′ 58″ N, 9° 49′ 40″ O | Stadtmauer  |              | 33685164 |      |

### Gruppe: Kirchhof Hardegsen
Die Gruppe „Kirchhof Hardegsen“ hat die ID 33539655.

| Lage                                     | Bezeichnung | Beschreibung | ID       | Bild |
| ---------------------------------------- | ----------- | --- | -------- | ---- |
| An der Kirche 51° 39′ 5″ N, 9° 49′ 42″ O | Kirche      | Ev. Kirche St. Mauritius Hardegsen, spätgotischer Turm, Chor und Georgskapelle erbaut Anfang des 15. Jahrhunderts, Kirchenschiff 1765/89 ersetzt. | 33683877 |      |
| An der Kirche 51° 39′ 4″ N, 9° 49′ 43″ O | Kirchhof    | | 33683901 | BW   |
| An der Kirche 51° 39′ 4″ N, 9° 49′ 43″ O | Mahnmal     | | 33683937 |      |
| An der Kirche 51° 39′ 3″ N, 9° 49′ 43″ O | Einfriedung | | 33683919 | BW   |

### Gruppe: Burg Hardegsen
| Lage                                     | Bezeichnung              | Beschreibung                    | ID       | Bild |
| ---------------------------------------- | ------------------------ | ------------------------------- | -------- | ---- |
| Burgstraße 51° 39′ 6″ N, 9° 49′ 37″ O    | Amtshof                  | Burg Hardegsen                  | 3684299  |      |
| Burgstraße 2 51° 39′ 6″ N, 9° 49′ 36″ O  | Steinwerk                | Sogenanntes Muthaus             | 33684273 |      |
| Burgstraße 42 51° 39′ 5″ N, 9° 49′ 34″ O | Wirtschaftsgebäude       |                                 | 33684347 |      |
| 51° 39′ 6″ N, 9° 49′ 34″ O               | Kriegerdenkmal           |                                 | 33684493 | BW   |
| Burgstraße 2 51° 39′ 6″ N, 9° 49′ 35″ O  | Gefängnis                |                                 | 33684370 | BW   |
| Burgstraße 2 51° 39′ 7″ N, 9° 49′ 38″ O  | Wohn-/Wirtschaftsgebäude | Ehem. Amtsstube                 | 33684390 | BW   |
| Burgstraße 2 51° 39′ 7″ N, 9° 49′ 39″ O  | Wirtschaftsgebäude       | Ehemaliger Schweinestall        | 33684412 | BW   |
| Burgstraße 2 51° 39′ 7″ N, 9° 49′ 39″ O  | Keller                   |                                 | 33684510 | BW   |
| Burgstraße 2 51° 39′ 6″ N, 9° 49′ 40″ O  | Wirtschaftsgebäude       | Östliches Wirtschaftsgebäude    | 33684435 | BW   |
| Burgstraße 2 51° 39′ 5″ N, 9° 49′ 40″ O  | Wirtschaftsgebäude       | Ehemaliger Pferdestall          | 33684453 | BW   |
| Burgstraße 2 51° 39′ 5″ N, 9° 49′ 40″ O  | Scheune                  | Südöstliches Wirtschaftsgebäude | 33684471 | BW   |
| Burgstraße 2 51° 39′ 4″ N, 9° 49′ 37″ O  | Torhaus/Stall            | Gasthaus Burgschenke            | 33684322 | BW   |

### Gruppe: Burgstr. 6–16
Die Gruppe „Burgstr. 6 - 16“ hat die ID 33539669.

| Lage                                     | Bezeichnung  | Beschreibung | ID       | Bild |
| ---------------------------------------- | ------------ | --- | -------- | ---- |
| Burgstraße 6 51° 39′ 3″ N, 9° 49′ 38″ O  | Pfarrhaus    | Die ehemalige Superintendentur ist ein zweigeschossiges Fachwerkhaus unter Krüppelwalmdach mit zweiläufiger Freitreppe vor dem Eingang, erbaut 1782. Die Nutzung des Hauses als Superintendentur bestand bis 1922. | 33684550 |      |
| Burgstraße 8 51° 39′ 2″ N, 9° 49′ 38″ O  | Wohnhaus     | | 33684573 | BW   |
| Burgstraße 10 51° 39′ 2″ N, 9° 49′ 38″ O | Wohnhaus     | | 33684594 | BW   |
| Burgstraße 12 51° 39′ 2″ N, 9° 49′ 38″ O | Wohnhaus     | | 33684632 | BW   |
| Burgstraße 14 51° 39′ 2″ N, 9° 49′ 38″ O | Wohnhaus     | | 33684654 | BW   |
| Burgstraße 14 51° 39′ 1″ N, 9° 49′ 38″ O | Nebengebäude | | 33684714 | BW   |
| Burgstraße 16 51° 39′ 1″ N, 9° 49′ 39″ O | Wohnhaus     | | 33684750 | BW   |
| Burgstraße 16 51° 39′ 1″ N, 9° 49′ 38″ O | Nebengebäude | | 33684732 | BW   |

### Gruppe: Burgstr. 20–24
Die Gruppe „Burgstr. 20 - 24“ hat die ID 44814336. Die Gruppe hat im Denkmalatlas keinen Namen, daher wurde hier hilfsweise die Aufzählung der Häuser genutzt.

| Lage                                      | Bezeichnung | Beschreibung | ID       | Bild |
| ----------------------------------------- | ----------- | ------------ | -------- | ---- |
| Burgstraße 20 51° 39′ 0″ N, 9° 49′ 39″ O  | Wohnhaus    |              | 33684802 | BW   |
| Burgstraße 22 51° 39′ 0″ N, 9° 49′ 39″ O  | Wohnhaus    |              | 33684850 | BW   |
| Burgstraße 24 51° 38′ 59″ N, 9° 49′ 40″ O | Wohnhaus    |              | 33684866 | BW   |

### Gruppe: Hinterstr. 6–14
Die Gruppe „Hinterstr. 6 - 14“ hat die ID 44814336.

| Lage                                        | Bezeichnung  | Beschreibung | ID       | Bild |
| ------------------------------------------- | ------------ | ------------ | -------- | ---- |
| Hinterstraße 6 51° 38′ 59″ N, 9° 49′ 38″ O  | Nebengebäude |              | 33685074 |      |
| Hinterstraße 6 51° 38′ 59″ N, 9° 49′ 38″ O  | Wohnhaus     |              | 33685056 |      |
| Hinterstraße 8 51° 38′ 59″ N, 9° 49′ 38″ O  | Wohnhaus     |              | 33685108 |      |
| Hinterstraße 10 51° 38′ 58″ N, 9° 49′ 39″ O | Wohnhaus     |              | 33685142 |      |
| Hinterstraße 12 51° 38′ 58″ N, 9° 49′ 39″ O | Wohnhaus     |              | 33685185 |      |
| Hinterstraße 12 51° 38′ 58″ N, 9° 49′ 39″ O | Nebengebäude |              | 33685207 |      |
| Hinterstraße 14 51° 38′ 58″ N, 9° 49′ 40″ O | Wohnhaus     |              | 33685247 |      |

### Gruppe: Hohe Str. 1–11
Die Gruppe „Hohe Str. 1 - 11“ hat die ID 33539697.

| Lage                                      | Bezeichnung  | Beschreibung | ID       | Bild |
| ----------------------------------------- | ------------ | ------------ | -------- | ---- |
| Hohe Straße 1 51° 39′ 2″ N, 9° 49′ 39″ O  | Wohnhaus     |              | 33685377 | BW   |
| Hohe Straße 1 51° 39′ 3″ N, 9° 49′ 39″ O  | Nebengebäude |              | 33685395 | BW   |
| Hohe Straße 3 51° 39′ 3″ N, 9° 49′ 40″ O  | Wohnhaus     |              | 33685412 | BW   |
| Hohe Straße 5 51° 39′ 3″ N, 9° 49′ 40″ O  | Wohnhaus     |              | 33685446 | BW   |
| Hohe Straße 7 51° 39′ 3″ N, 9° 49′ 41″ O  | Wohnhaus     |              | 33685464 | BW   |
| Hohe Straße 9 51° 39′ 3″ N, 9° 49′ 41″ O  | Wohnhaus     |              | 33685498 | BW   |
| Hohe Straße 11 51° 39′ 3″ N, 9° 49′ 41″ O | Wohnhaus     |              | 33685516 | BW   |

### Gruppe: ehem. Burgmannshof Hohe Str. 21, 23
Die Gruppe „ehem. Burgmannshof Hohe Str. 21, 23“ hat die ID 33539711.

| Lage                                      | Bezeichnung        | Beschreibung | ID       | Bild |
| ----------------------------------------- | ------------------ | --- | -------- | ---- |
| Hohe Straße 21 51° 39′ 4″ N, 9° 49′ 45″ O | Wirtschaftsgebäude | | 33685554 | BW   |
| Hohe Straße 23 51° 39′ 4″ N, 9° 49′ 46″ O | Wohnhaus           | Erbaut nach dem Stadtbrand 1678, im Gewölbekeller und im massiven Erdgeschoss Baureste des aus dem 16. Jahrhundert stammenden Vorgängerbaus | 33685572 |      |
| Hohe Straße 23 51° 39′ 4″ N, 9° 49′ 46″ O | Einfriedung        | | 33685595 | BW   |

### Gruppe: Lange Straße 36–42
Die Gruppe „Lange Straße 36 - 42“ hat die ID 44813839. Die Gruppe hat im Denkmalatlas keinen Namen, daher wurde hier hilfsweise die Aufzählung der Häuser genutzt.

| Lage                                       | Bezeichnung         | Beschreibung                                                          | ID       | Bild |
| ------------------------------------------ | ------------------- | --------------------------------------------------------------------- | -------- | ---- |
| Lange Straße 36 51° 39′ 1″ N, 9° 49′ 41″ O | Wohnhaus            |                                                                       | 33686068 | BW   |
| Lange Straße 36 51° 39′ 1″ N, 9° 49′ 41″ O | Nebengebäude        |                                                                       | 33687139 | BW   |
| Lange Straße 38 51° 39′ 1″ N, 9° 49′ 41″ O | Wohn-/Geschäftshaus |                                                                       | 33686104 | BW   |
| Lange Straße 38 51° 39′ 1″ N, 9° 49′ 41″ O | Gewölbekeller       |                                                                       | 44813802 | BW   |
| Lange Straße 38 51° 39′ 2″ N, 9° 49′ 41″ O | Nebengebäude        |                                                                       | 33686120 | BW   |
| Lange Straße 40 51° 39′ 1″ N, 9° 49′ 40″ O | Wohn-/Geschäftshau  | Giebelständiger, zweigeschossiger Fachwerkbau mit leichter Vorkragung | 33686168 |      |
| Lange Straße 40 51° 39′ 2″ N, 9° 49′ 40″ O | Seitenflügel        |                                                                       | 44813756 | BW   |
| Lange Straße 40 51° 39′ 1″ N, 9° 49′ 40″ O | Gewölbekeller       |                                                                       | 44813728 | BW   |
| Lange Straße 42 51° 39′ 1″ N, 9° 49′ 40″ O | Wohnhaus            |                                                                       | 33686200 | BW   |
| Lange Straße 42 51° 39′ 1″ N, 9° 49′ 40″ O | Gewölbekeller       |                                                                       | 44813643 | BW   |

### Gruppe: Stubenstraße 2, 4, 6, 8
| Lage                                      | Bezeichnung | Beschreibung | ID       | Bild |
| ----------------------------------------- | ----------- | ------------ | -------- | ---- |
| Stubenstraße 2 51° 39′ 5″ N, 9° 49′ 48″ O | Wohnhaus    |              | 33686568 |      |
| Stubenstraße 4 51° 39′ 5″ N, 9° 49′ 48″ O | Wohnhaus    |              | 33686620 |      |
| Stubenstraße 6 51° 39′ 5″ N, 9° 49′ 47″ O | Wohnhaus    |              | 33686652 |      |
| Stubenstraße 8 51° 39′ 6″ N, 9° 49′ 47″ O | Wohnhaus    |              | 33686688 |      |

### Gruppe: Mühle
Die Gruppe „Mühle“ hat die ID 44815321. Die Gruppe hat im Denkmalatlas keinen Namen, daher wurde hier hilfsweise der Name Mühle genutzt.

| Lage                                      | Bezeichnung  | Beschreibung    | ID       | Bild |
| ----------------------------------------- | ------------ | --------------- | -------- | ---- |
| Mühlengasse 10 51° 39′ 8″ N, 9° 49′ 44″ O | Mühle        | ehemalige Mühle | 44815357 | BW   |
| Mühlengasse 10 51° 39′ 8″ N, 9° 49′ 43″ O | Mühle        |                 | 33686465 | BW   |
| Mühlengasse 10 51° 39′ 9″ N, 9° 49′ 43″ O | Mühlengraben |                 | 44815456 | BW   |
| Mühlengasse 10 51° 39′ 9″ N, 9° 49′ 42″ O | Stauwehr     |                 | 44815478 |      |

### Gruppe: Stubenstr. 18, 20
| Lage                                       | Bezeichnung | Beschreibung | ID       | Bild |
| ------------------------------------------ | ----------- | ------------ | -------- | ---- |
| Stubenstraße 16 51° 39′ 6″ N, 9° 49′ 46″ O | Wohnhaus    |              | 33686850 | BW   |
| Stubenstraße 18 51° 39′ 6″ N, 9° 49′ 45″ O | Wohnhaus    |              | 33686887 | BW   |
| Stubenstraße 20 51° 39′ 6″ N, 9° 49′ 45″ O | Wohnhaus    |              | 33686942 | BW   |

### Gruppe: Stubenstr. 26, 28, 30, 32
| Lage                                       | Bezeichnung | Beschreibung | ID       | Bild |
| ------------------------------------------ | ----------- | ------------ | -------- | ---- |
| Stubenstraße 26 51° 39′ 6″ N, 9° 49′ 44″ O | Wohnhaus    |              | 33687023 | BW   |
| Stubenstraße 28 51° 39′ 6″ N, 9° 49′ 43″ O | Wohnhaus    |              | 33687041 | BW   |
| Stubenstraße 30 51° 39′ 6″ N, 9° 49′ 43″ O | Wohnhaus    |              | 33687059 | BW   |
| Stubenstraße 32 51° 39′ 6″ N, 9° 49′ 42″ O | Pfarrhaus   |              | 33687078 | BW   |

### Gruppe: Hinterstraße 1
Die Gruppe „Hinterstraße 1“ hat die ID 44814586. Die Gruppe hat im Denkmalatlas keinen Namen, daher wurde hier hilfsweise die Aufzählung der Häuser genutzt.

| Lage                                       | Bezeichnung | Beschreibung | ID       | Bild |
| ------------------------------------------ | ----------- | ------------ | -------- | ---- |
| Hinterstraße 1 51° 38′ 59″ N, 9° 49′ 42″ O | Wohnhaus    |              | 33685020 |      |
| Hinterstraße 1 51° 39′ 0″ N, 9° 49′ 41″ O  | Scheune     |              | 44814601 | BW   |

### Einzelbaudenkmale
| Lage                                                 | Bezeichnung         | Beschreibung                                                                                 | ID       | Bild |
| ---------------------------------------------------- | ------------------- | -------------------------------------------------------------------------------------------- | -------- | ---- |
| Am Plan 5 51° 39′ 4″ N, 9° 49′ 48″ O                 | Wohnhaus            |                                                                                              | 33683735 | BW   |
| Am Sonnenberg 51° 39′ 20″ N, 9° 50′ 4″ O             | Eisenbahnbrücke     |                                                                                              | 33683771 | BW   |
| Amtsfreiheit 5 51° 39′ 3″ N, 9° 49′ 39″ O            | Schule              | Erbaut 1831/34, Schulbetrieb bis 1912/13                                                     | 33683840 |      |
| An der Kirche 2 51° 39′ 4″ N, 9° 49′ 41″ O           | Wohnhaus            | ehemalige Schule                                                                             | 33683958 | BW   |
| An der Kirche 4 51° 39′ 3″ N, 9° 49′ 41″ O           | Wohnhaus            | ehemalige Schule                                                                             | 33683980 | BW   |
| An der Kirche 20 51° 39′ 4″ N, 9° 49′ 44″ O          | Wohnhaus            | Das ehemalige Armenhaus wurde 1775 erbaut.                                                   | 33684097 | BW   |
| An der Kirche 24 51° 39′ 5″ N, 9° 49′ 44″ O          | Wohnhaus            |                                                                                              | 33684149 | BW   |
| Bahnhofstraße 51° 39′ 32″ N, 9° 49′ 33″ O            | Empfangsgebäude     | Bahnhof Hardegsen                                                                            | 33684185 |      |
| Burgstraße 4 51° 39′ 3″ N, 9° 49′ 36″ O              | Wohnhaus            | Burgmannshof, ehemaliger                                                                     | 33684527 | BW   |
| Burgstraße 4 51° 39′ 3″ N, 9° 49′ 36″ O              | Anbau               | Burgmannshof, ehemaliger                                                                     | 33687158 | BW   |
| Hinter dem Ölmühlenberge 51° 38′ 50″ N, 9° 50′ 50″ O | Wasserbehälter      |                                                                                              | 33684980 | BW   |
| Kreisstraße 430 51° 39′ 43″ N, 9° 49′ 2″ O           | Eisenbahnbrücke     | DB-Strecke 2975 km 47,94                                                                     | 33685612 |      |
| 51° 39′ 41″ N, 9° 49′ 8″ O                           | Weisenbahnbrücke    | Espoldebachbrücke, DB Strecke 2975 km 48,05                                                  | 33683566 |      |
| Lange Straße 21 51° 39′ 1″ N, 9° 49′ 45″ O           | Rathaus             |                                                                                              | 33685895 |      |
| Lange Straße 23 51° 39′ 1″ N, 9° 49′ 44″ O           | Wohn-/Geschäftshaus |                                                                                              | 33685936 | BW   |
| Lange Straße 49 51° 38′ 59″ N, 9° 49′ 35″ O          | Brauhaus            |                                                                                              | 33686360 |      |
| Stubenstraße 7 51° 39′ 5″ N, 9° 49′ 48″ O            | Wohnhaus            |                                                                                              | 33686668 |      |
| Vor dem Tore 1 51° 39′ 9″ N, 9° 49′ 55″ O            | Villa               | Erbaut 1922 als Direktorenwohnhaus der Portlandzement-Fabrik, heute Sitz der Stadtverwaltung | 33687097 |      |
| Vor dem Tore 1 51° 39′ 9″ N, 9° 49′ 57″ O            | Gartenhaus          |                                                                                              | 33687118 |      |

## Hettensen

### Gruppe: Wüstung Vredewolt
Die Gruppe „Wüstung Vredewolt“ hat die ID 33539642.

| Lage                                      | Bezeichnung  | Beschreibung | ID       | Bild |
| ----------------------------------------- | ------------ | --- | -------- | ---- |
| Hungerlandweg 51° 37′ 20″ N, 9° 45′ 9″ O  | Kirchenruine | Kirchenruine der Wüstung Vredewolt, auch Friwohle genannt. Erhalten sind Mauern des etwa 12 Meter hohen Wehrturms sowie ein Schutthügel der Kirche und eine den Kirchplatz umgebende Grabenbesfestigung. | 33681907 |      |
| Hungerlandweg 51° 37′ 20″ N, 9° 45′ 10″ O | Wall         | | 33681929 | BW   |

### Einzelbaudenkmale
| Lage                                         | Bezeichnung | Beschreibung | ID       | Bild |
| -------------------------------------------- | ----------- | --- | -------- | ---- |
| Bramburgstraße 2 51° 36′ 56″ N, 9° 47′ 18″ O | Kirche      | Die Fachwerkkirche steht auf einer Anhöhe über dem Dorfkern, erbaut wurde sie im Jahre 1793. Auf der Rückseite befindet sich ein angebautes Wohnhaus. Es ist ein Fachwerkbau mit einem eingezogenen Turm. | 33681837 |      |
| Bramburgstraße 2 51° 36′ 56″ N, 9° 47′ 18″ O | Wohnhaus    | | 33683465 | BW   |
| 51° 36′ 49″ N, 9° 44′ 0″ O                   | Grenzsteine | Grenzsteine im Solling aus den Jahren 1608 und 1787 | 33681968 |      |

## Hevensen

### Gruppe: Gut Hevensen
Die Gruppe „Gut Hevensen“ hat die ID 33539560.

| Lage                                          | Bezeichnung  | Beschreibung | ID       | Bild |
| --------------------------------------------- | ------------ | ------------ | -------- | ---- |
| Brinkfeldstraße 6 51° 38′ 38″ N, 9° 52′ 23″ O | Herrenhaus   |              | 33682005 |      |
| Brinkfeldstraße 6 51° 38′ 39″ N, 9° 52′ 21″ O | Parkgelände  |              | 33682029 |      |
| Brinkfeldstraße 6 51° 38′ 38″ N, 9° 52′ 21″ O | Nebengebäude |              | 33682048 |      |

### Gruppe: Kirchhof Hevensen
Die Gruppe „Kirchhof Hevensen“ hat die ID 33539574.

| Lage                                               | Bezeichnung        | Beschreibung | ID       | Bild |
| -------------------------------------------------- | ------------------ | --- | -------- | ---- |
| St.-Lamberti-Straße 51° 38′ 20″ N, 9° 52′ 19″ O    | Kirche             | Ev. Kirche St. Lamberti. Chor Ende 15. Jahrhundert, ehemals gotischer Langhaussaal 1782 und 1805 umgestaltet, 1885/86 neugotischer Westturm angebaut. Zur Ausstattung gehört ein spätgotischer Schnitzaltar | 33682323 |      |
| St.-Lamberti-Straße 1 51° 38′ 21″ N, 9° 52′ 20″ O  | Pfarrhaus          | Der Pfarrhof und die Pfarrscheune wurde im Jahre 1759 erbaut. | 33682347 |      |
| St.-Lamberti-Straße 1 51° 38′ 20″ N, 9° 52′ 20″ O  | Wirtschaftsgebäude | | 33682369 |      |
| St.-Lamberti-Straße 2 51° 38′ 19″ N, 9° 52′ 19″ O  | Wohnhaus           | Schlichtes zweigeschossiges Fachwerkgebäude des 18. Jahrhunderts mit Geschossvorkragung, welches zur östlichen Kirchhofsbebauung gehört.                                                                    | 33682387 |      |
| St.-Lamberti-Straße 4 51° 38′ 19″ N, 9° 52′ 19″ O  | Wohnhaus           | Schlichtes zweigeschossiges Fachwerkgebäude des 18. Jahrhunderts, welches zur östlichen Seite der Kirchhofsbebauung gehört.                                                                                 | 33682405 |      |
| St.-Lamberti-Straße 6 51° 38′ 19″ N, 9° 52′ 19″ O  | Wohnhaus           | Schlichtes zweigeschossiges Fachwerkgebäude des 18. Jahrhunderts, welches zur östlichen Seite der Kirchhofsbebauung gehört.                                                                                 | 33682422 |      |
| St.-Lamberti-Straße 8 51° 38′ 19″ N, 9° 52′ 18″ O  | Wohnhaus           | | 33683402 |      |
| St.-Lamberti-Straße 10 51° 38′ 19″ N, 9° 52′ 18″ O | Wohnhaus           | | 33683424 |      |
| Mühlenstraße 3 51° 38′ 20″ N, 9° 52′ 17″ O         | Schule             | Das Schulhaus wurde im Jahre 1764 erbaut. | 33682236 |      |
| Mühlenstraße 3 51° 38′ 20″ N, 9° 52′ 17″ O         | Nebengebäude       | Stall/Speicher | 33683356 |      |
| Lehmkuhlenstraße 2 51° 38′ 17″ N, 9° 52′ 22″ O     | Wohnhaus           | | 33682103 |      |
| Lehmkuhlenstraße 2 51° 38′ 17″ N, 9° 52′ 23″ O     | Stall              | | 33682143 |      |

### Einzelbaudenkmale
| Lage                                               | Bezeichnung              | Beschreibung   | ID       | Bild |
| -------------------------------------------------- | ------------------------ | -------------- | -------- | ---- |
| Lehmkuhlenstraße 3 51° 38′ 18″ N, 9° 52′ 23″ O     | Wohnhaus                 |                | 33682161 |      |
| Lindenstraße 12 51° 38′ 17″ N, 9° 52′ 17″ O        | Wohnhaus                 |                | 33682180 |      |
| Lindenstraße 29 51° 38′ 18″ N, 9° 52′ 9″ O         | Wohn-/Wirtschaftsgebäude |                | 33683380 |      |
| Mühlenstraße 10 51° 38′ 21″ N, 9° 52′ 13″ O        | Wohnhaus                 |                | 33682270 |      |
| Mühlenstraße 10 51° 38′ 20″ N, 9° 52′ 13″ O        | Einfriedungsmauer        | Gutshofmauer   | 33683524 |      |
| St.-Lamberti-Straße 15 51° 38′ 19″ N, 9° 52′ 13″ O | Wohnhaus                 |                | 33682440 |      |
| Mühlenstraße 51° 38′ 20″ N, 9° 52′ 16″ O           | Kriegerdenkmal           | Objekt-Nr. 121 | 33682216 |      |

## Lichtenborn

### Einzelbaudenkmale
| Lage                                        | Bezeichnung | Beschreibung | ID       | Bild |
| ------------------------------------------- | ----------- | ------------ | -------- | ---- |
| Dorfstraße 23 51° 38′ 11″ N, 9° 46′ 43″ O   | Wohnhaus    |              | 33682476 | BW   |
| Schönebergweg 6 51° 38′ 15″ N, 9° 46′ 45″ O | Wohnhaus    |              | 33682496 | BW   |

## Lutterhausen

### Gruppe: Friedhof Bahnhofstraße 1
Die Gruppe „Friedhof Bahnhofstraße 1“ hat die ID 30958169.

| Lage                                            | Bezeichnung | Beschreibung | ID       | Bild |
| ----------------------------------------------- | ----------- | --- | -------- | ---- |
| Lutterhauser Straße 51° 39′ 42″ N, 9° 50′ 45″ O | Kirche      | Die evangelische Pfarrkirche wurde bis 1859 erbaut, sie ersetzte einen kleineren Vorgängerbau. Die Pläne für die Kirche stammen von dem Konsistorialbaumeister Ludwig Hellner, sie wurden im Jahre 1848 angefertigt. Baubeginn war im Jahr 1852, 1855 war der Bau abgeschlossen. Der Innenausbau zog sich dann bis zur Einweihung 1859 hin. Die Kirche ist im klassizistischen Stil erbaut worden. Das Innere der Kirche hat drei Schiffe mit einer u-förmigen Empore. In die Altarwand ist eine Kanzel eingefügt. | 33682658 |      |
| Lutterhauser Straße 51° 39′ 42″ N, 9° 50′ 44″ O | Kirchhof    | | 33682699 | BW   |

### Einzelbaudenkmale
| Lage                                       | Bezeichnung              | Beschreibung                                                                                               | ID       | Bild |
| ------------------------------------------ | ------------------------ | --- | -------- | ---- |
| Dorfplatz 14 51° 39′ 45″ N, 9° 50′ 52″ O   | Wohn-/Wirtschaftsgebäude | | 33682554 | BW   |
| Im Unterdorf 1 51° 39′ 44″ N, 9° 50′ 53″ O | Wohn-/Wirtschaftsgebäude | | 33682574 | BW   |
| B 241 51° 39′ 27″ N, 9° 50′ 48″ O          | Eisenbahnbrücke          | Eine der stattlichsten erhaltenen Werkstein-Gewölbebrücken auf der 1878 eröffneten Strecke der Sollingbahn | 33682516 |      |

## Trögen

### Gruppe: Ortskern Trögen
Die Gruppe „Ortskern Trögen“ hat die ID 33539628.

| Lage                                          | Bezeichnung              | Beschreibung | ID       | Bild |
| --------------------------------------------- | ------------------------ | --- | -------- | ---- |
| Im Winkel 1 51° 40′ 42″ N, 9° 48′ 49″ O       | Wohn-/Wirtschaftsgebäude | | 33682817 | BW   |
| Im Winkel 1 51° 40′ 42″ N, 9° 48′ 51″ O       | Scheune                  | | 33682835 | BW   |
| Im Winkel 2 51° 40′ 43″ N, 9° 48′ 50″ O       | Wohnhaus                 | | 33682853 | BW   |
| Unterdorfstraße 51° 40′ 44″ N, 9° 48′ 50″ O   | Kapelle                  | Kapelle St. Laurentius Trögen. Der Turm der Kirche entstand im 13. oder 14. Jahrhundert. Das Kirchenschiff wurde 1596 errichtet und im Jahr 1766 erweitert. | 33682904 |      |
| Unterdorfstraße 1 51° 40′ 44″ N, 9° 48′ 50″ O | Wohnhaus                 | | 33682927 | BW   |
| Unterdorfstraße 2 51° 40′ 43″ N, 9° 48′ 51″ O | Wohn-/Wirtschaftsgebäude | | 33682945 | BW   |
| Unterdorfstraße 2 51° 40′ 42″ N, 9° 48′ 50″ O | Scheune                  | | 33682963 | BW   |
| Unterdorfstraße 3 51° 40′ 45″ N, 9° 48′ 50″ O | Wohnhaus                 | | 33682981 |      |
| Unterdorfstraße 4 51° 40′ 43″ N, 9° 48′ 52″ O | Wohn-/Wirtschaftsgebäude | | 33683003 | BW   |
| Unterdorfstraße 8 51° 40′ 44″ N, 9° 48′ 52″ O | Wohnhaus                 | | 33683021 | BW   |

## Üssinghausen

### Gruppe: Domäne Üssinghausen
Die Gruppe „Domäne Üssinghausen“ hat die ID 33539823.

| Lage                                                | Bezeichnung        | Beschreibung | ID       | Bild |
| --------------------------------------------------- | ------------------ | --- | -------- | ---- |
| Üssinghausener Straße 4 51° 41′ 22″ N, 9° 48′ 26″ O | Wohnhaus           | Großflächig angelegter Gutshof am Ortsrand. Das ehemalige barocke Pächterwohnhaus wurde 1978 abgerissen, ältester Bauteil der Anlage ist eine 1706 errichtete Sandsteinscheune | 33683094 |      |
| Üssinghausener Straße 4 51° 41′ 22″ N, 9° 48′ 25″ O | Mauer              | | 33683075 | BW   |
| Üssinghausener Straße 4 51° 41′ 20″ N, 9° 48′ 28″ O | Keller             | | 33683132 | BW   |
| Üssinghausener Straße 4 51° 41′ 20″ N, 9° 48′ 25″ O | Scheune            | | 33683055 | BW   |
| Üssinghausener Straße 4 51° 41′ 20″ N, 9° 48′ 26″ O | Wirtschaftsgebäude | | 33683151 | BW   |
| Üssinghausener Straße 4 51° 41′ 21″ N, 9° 48′ 24″ O | Wirtschaftsgebäude | | 33683170 | BW   |
| Üssinghausener Straße 4 51° 41′ 22″ N, 9° 48′ 23″ O | Wirtschaftsgebäude | | 33683170 | BW   |